# Freya Aswynn
Freya Aswynn, pseudonimo di Elizabeth Hooijschuur (Zaandam, 19 novembre 1949), è una musicista, pittrice e astrologa olandese e l'autrice di libri pubblicati da Llewellyn Worldwide.
Autodefinitasi "Occultista Nordica", Aswynn ha scritto libri riguardanti l'Etenismo, combinandolo con aspetti storicamente senza rapporti, come la Kabbalah e la Thelema, e produce diverse registrazioni di canti correlati alla spiritualità del Paganesimo Nordico.
Come disse Aswynn,  lei incontrò Alex Sanders nel 1980 che la iniziò a una coven praticante la Wicca alexandrina alla casa di Sanders, quando venne visitato da un Gran Sacerdote praticante il Gardnerianesimo.  Nel 1983 si dedicò a Woden e dichiarò di averlo visto all'interno del cerchio magico.
Nel suo libro Persuasions of the Witch's Craft, Tanya Luhrmann riporta che durante la sua visita ad una casa del Tufnell Park (Londra) nel 1987 aveva visto Aswynn (chiamata dall'autrice Helgi) dirigere una comune con un Tempio Odinico nello scantinato. Il Tempio venne mostrato nella prima serie della trasmissione inglese Desperately Seeking Something nel 1994.
Nel 1986 Aswynn fondò l'associazione The Rune-Gild UK, il ramo inglese del Rune-Gild fondato negli Stati Uniti nel 1979 da Stephen Flowers. Nel 1992 Flowers assunse il controllo del Rune-Gild UK e Aswynn formò la Woden's Own Kindred at The Enclave (la sua casa nel Tufnell Park). Nel 1993, con i membri del Woden's Own Kindred, Aswynn istituì il Ring of Troth (UK), come associazione indipendente affiliata al The Troth.
Aswynn vive attualmente a Malaga, in Spagna.

## Musica
Aswynn ha preso parte a diversi progetti musicali. La collaborazione più importante è quella con i Current 93, per i quali  ha cantato negli album Swastikas for Noddy, Crooked Crosses for the Nodding God, Looney Runes, Sixsixsix Sicksicksick e altri ancora. Collaborò nel 1987 con il gruppo inglese Sixth Comm nell'album "The Fruits Of Yggdrasil" (pubblicato su CD nel 2002), e cantò nella canzone Seeker degli Fire + Ice nell'album Hollow Ways. Ha ospitato per un certo periodo Douglas Pearce e collaborato quindi occasionalmente al suo progetto Death In June.

## Opere
- Leaves of Yggdrasil: A Synthesis of Runes Gods Magic Feminine Mysteries Folklore (Pubblicato indipendentemente nel 1988), ISBN 0-9513864-0-9.
- Leaves of Yggdrasil: Runes, Gods, Magic, Feminine Mysteries, and Folklore Llewellyn Worldwide (1990), ISBN 0-87542-024-9.
- Northern Mysteries and Magick: Runes, Gods & Feminine Powers (con un CD) (1998), Llewellyn Worldwide ISBN 1-56718-047-7.
- Principles of the Runes: The Only Introduction You'll Ever Need (2000), ISBN 0-7225-3883-9.

## Discografia
- Songs of Yggdrasil
- Songs of Yggdrasil: Shamanic Chants from the Northern Mysteries
- Shades of Yggadrasil
- Swastikas for Noddy
- Crooked Crosses for the Nodding God
- Looney Runes
- Sixsixsix Sicksicksick
- Hollow Ways
- Fruits of Yggdrasil

## Filmografia
- Introduction to the Runes
- FEHU - Free Tuition Video

## Interviste
- Eat My Pagan Ass podcast, with Carmen Kickass and Luckylicious (Episode 5; June 5, 2006) [collegamento interrotto], su eatmypaganass.podbean.com.